# 21世紀の日本の国家像について
21世紀の日本の国家像について（にじゅういっせいきのにほんのこっかぞうについて）は、2006年9月5日に世界平和研究所が行った提言。

## 概要
戦後60年を経て経済的には顕著な成果を挙げて国際社会に存在を示してきたものの、精神文明の世界においては国家としての主体性の意識が欠けた状態にあり、曖昧性や機会主義的思考のもとに国事が論じられ処理されてきたとの認識に立脚して、9つの項目が提言されている。

## 提言内容
- 我が国のアイデンティティの再構築と我が国らしさの発信
- 家庭、地域、社会における共同社会の理念の構築
- 国家の基盤である人間力を育てる教育
- 凛とした信義ある外交
- 海洋国家日本としての戦略外交の強化
- 新たな脅威への対応
- 主体的な防衛戦略の確立
- 総理直轄の国家情報局の新設
- 明日への投資－安全と繁栄の源としての科学技術戦略